# Escola Secundária São José Operário
A Escola Secundária São José Operário (ESSJO) é uma instituição de ensino secundário timorense, sediada no suco de Balide, em Díli, a capital do país.
É mantida pela Diocese de Díli e por subvenções governamentais, sendo uma instituição educacional de natureza confessional e comunitária.

## Histórico
Os primórdios da escola vêm de uma iniciativa do governo de ocupação indonésia, de angariar apoio dos grupos católicos tradicionalistas de Timor, de maneira que permitindo a fundação de uma escola, abrisse uma ponte de diálogo com o principal grupo de apoio à resistência do CNRM e da FRETILIN.

### Fundação
O Governo Indonésio, então, permitiu a criação de uma instituição educacional por nome Sekolah Pendidikan Guru Katolik (SPGK; Escola Católica de Formação Média) em 1979, como resposta às críticas internacionais à forte repressão aos civis e à destruição do sistema educacional timorense. A escola nasce para disseminar os princípios da pancasila, que se apoiava fortemente na religião.
Em 1983 a escola passa a ser tutelada unicamente pela Fundação Educacional São Paulo da Diocese de Díli, adotando o nome de Externato de São José Operário, pela primeira vez permitindo o ensino do português, sendo a única escola (à exceção dos seminários católicos) a ensinar a língua durante o domínio indonésio.
Sendo obrigado a fechar as portas em 1992, sob acusação de subversão, em 1993 o bispo Dom Ximenes Belo transfere a administração do Externato de São José Operário para a Companhia de Jesus, como manobra para que a instituição voltasse a funcionar.

### 1999-presente
Em 26 de agosto de 1999, em uma assembléia improvisada, o Pe. Joseph Ageng Marwata, anunciou que o Externato São José estaria fechado por tempo indeterminado devido a "eventos inesperados". Em outubro de 1999 a Escola abriu as portas para abrigar os refugiados da crise timorense de 1999, chegando a receber 5000 pessoas.
Em 2000, refletindo a mudança política trazida pelo mandato da UNTAET, a escola retoma as atividades, porém com reduzido quadro de alunos e professores. Com o retorno, a instituição passa a denominar-se Escola Secundária São José Operário.
Em 2011, após 18 anos sob comando da Companhia de Jesus, a Escola volta a ser administrada pela Diocese de Díli